# Cloruro di renio(III)
Il cloruro di renio(III), o tricloruro di renio, è il composto inorganico di formula minima ReCl3, ma che in realtà è costituito da unità Re3Cl9. In condizioni normali è un solido cristallino inodore di colore rosso scuro. In questo composto il renio è nello stato di ossidazione +3. Si può usare come precursore per la sintesi di complessi di renio.

## Struttura e proprietà
Molecole di formula ReCl3 non esistono. Allo stato cristallino il tricloruro di renio è composto da unità cluster ben definite Re3Cl9, con simmetria D3h, connesse tra loro da atomi di cloro a ponte. Re3Cl9 è diamagnetico, indicando che il frammento Re3 è legato da doppi legami Re=Re. La distanza Re–Re risulta di 249 pm. Il composto è poco volatile, ma per sublimazione sotto vuoto forma un vapore di colore verde, suggerendo che il cluster Re3Cl9 non sia stabile allo stato vapore. La struttura Re3Cl9 si mantiene anche per dissoluzione in vari solventi; una possibile eccezione è la struttura dimera che si forma in acido acetico.

## Sintesi
Re3Cl9 fu descritto per la prima volta nel 1932. Si ottiene per decomposizione termica del cloruro di renio(V), che in realtà è un dimero, Re2Cl10. Si può inoltre ottenere per reazione tra cloruro di solforile e renio polverizzato con o senza aggiunta di cloruro di alluminio, per decomposizione termica di sali dell'acido esaclororenico(IV), o per riscaldamento di Re2(O2CCH3)4Cl2 in corrente di HCl gas.

## Reattività
Re3Cl9 è solubile in acqua, ma si idrolizza lentamente formando Re2O3 idrato. 
L'unità Re3Cl9 è piuttosto robusta e rimane integra in varie reazioni chimiche, come esemplificato nel caso delle seguenti reazioni con basi di Lewis:
Re3Cl9 + 3py  → Re3Cl9(py)3
Re3Cl9 + 3PR3  → Re3Cl9(PR3)3
Con cloruri dei metalli alcalini si ottengono composti tipo M[Re3Cl10], M2[Re3Cl11] e M3[Re3Cl12].

## Indicazioni di sicurezza
ReCl3 è disponibile in commercio. Il composto è irritante per gli occhi, le vie respiratorie e la pelle. Non ci sono dati che indichino proprietà cancerogene. Viene considerato poco pericoloso per le acque.